# Südafrikanische Cricket-Nationalmannschaft in England in der Saison 1965
Die Tour der südafrikanischen Cricket-Nationalmannschaft nach England in der Saison 1965 fand vom 22. Juli bis zum 31. August 1965 statt. Die internationale Cricket-Tour war Bestandteil der Internationalen Cricket-Saison 1965 und umfasste drei Tests. Südafrika gewann die Serie 1–0.

## Vorgeschichte
England bestritt zuvor eine Tour gegen Neuseeland, für Südafrika war es die erste Tour der Saison.
Das letzte Aufeinandertreffen der beiden Mannschaften bei einer Tour fand in der Saison 1964/65 in Südafrika statt.

## Stadien
Die folgenden Stadien wurden für die Tour als Austragungsort vorgesehen.
| Stadion               | Stadt      | Kapazität | Spiele  |
| --------------------- | ---------- | --------- | ------- |
| The Oval              | London     | 23.500    | 3. Test |
| Lord’s Cricket Ground | London     | 30.000    | 1. Test |
| Trent Bridge          | Nottingham | 15.350    | 2. Test |

## Kaderlisten
Die Mannschaften benannten die folgenden Kader.
| Test | Test |
| England | Südafrika |
| --- | --- |
| - Mike Smith (K) - Bob Barber - Ken Barrington - Geoff Boycott - David Brown - Tom Cartwright - Colin Cowdrey - John Edrich - Ken Higgs - David Larter - Peter Parfitt - Jim Parks (wk) - Fred Rumsey - Eric Russell - John Snow - Brian Statham - Fred Titmus | - Peter van der Merwe (K) - Ali Bacher - Eddie Barlow - Colin Bland - Jackie Botten - Harry Bromfield - Richard Dumbrill - Tiger Lance - Denis Lindsay (wk) - Atholl McKinnon - Graeme Pollock - Peter Pollock |

## Tests

### Erster Test in London
| 22. – 27. Juli Scorecard | London (Lord’s) | Südafrika 280 (119.3) & 248 (110) | – | England 338 (150.2) & 145-7 (68) |
|                          |                 | Remis                             |   |                                  |

Südafrika gewann den Münzwurf und entschied sich als Schlagmannschaft zu beginnen.

### Zweiter Test in Nottingham
| 5. – 9. August Scorecard | Nottingham | Südafrika 269 (101.3) & 289 (110.4) | – | England 240 (93.5) & 224 (98) |
|                          |            | Südafrika gewinnt mit 94 Runs       |   |                               |

Südafrika gewann den Münzwurf und entschied sich als Schlagmannschaft zu beginnen.

### Dritter Test in London
| 26. – 31. August Scorecard | London (Oval) | Südafrika 208 (96.2) & 392 (133.1) | – | England 202 (98.1) & 308-4 (104.2) |
|                            |               | Remis                              |   |                                    |

England gewann den Münzwurf und entschied sich als Feldmannschaft zu beginnen.